# Danh sách phim điện ảnh có doanh thu cao nhất tại Hàn Quốc
Dưới đây là các danh sách phim điện ảnh có doanh thu cao nhất tại Hàn Quốc sắp xếp theo số lượng vé bán được và doanh thu trên toàn quốc.

## Phim nội địa theo số vé
Dưới đây là danh sách các phim nội địa bán được nhiều vé nhất trên toàn quốc tính đến ngày 15 tháng 3 năm 2020 dựa trên số liệu của Hội đồng Điện ảnh Hoàn Quốc (KOFIC). Tuy nhiên, KOFIC mới chỉ bắt đầu thống kê dữ liệu từ năm 2004 nên một số phim được phát hành trước năm 2004 không xuất hiện và một số phim khác thì số liệu có thể không chính xác.
| Thứ hạng | Phim                                      | Tên gốc                          | Đạo diễn                     | Diễn viên chính                                                     | Số vé      | Năm  |
| -------- | ----------------------------------------- | -------------------------------- | ---------------------------- | ------------------------------------------------------------------- | ---------- | ---- |
| 1        | The Admiral: Roaring Currents             | 명량                             | Kim Han-min                  | Choi Min-sik, Ryu Seung-ryong, Cho Jin-woong                        | 17.615.437 | 2014 |
| 2        | Extreme Job                               | 극한직업                         | Lee Byeong-heon              | Ryu Seung-ryong, Lee Hanee, Jin Seon-kyu, Lee Dong-hwi, Gong Myung  | 16.264.944 | 2019 |
| 3        | Along With the Gods: The Two Worlds       | 신과함께-죄와 벌                 | Kim Yong-hwa                 | Ha Jung-woo, Cha Tae-hyun, Joo Ji-hoon, Kim Hyang-gi                | 14.411.502 | 2017 |
| 4        | Ode to My Father                          | 국제시장                         | Yoon Je-kyoon                | Hwang Jung-min, Yunjin Kim, Oh Dal-su                               | 14.263.203 | 2014 |
| 5        | Veteran                                   | 베테랑                           | Ryoo Seung-wan               | Hwang Jung-min, Yoo Ah-in, Yoo Hae-jin, Oh Dal-su                   | 13.414.200 | 2015 |
| 6        | The Thieves                               | 도둑들                           | Choi Dong-hoon               | Kim Yoon-seok, Lee Jung-jae, Kim Hye-soo, Jun Ji-hyun               | 12.983.976 | 2012 |
| 7        | Miracle in Cell No. 7                     | 7번방의 선물                     | Lee Hwan-kyung               | Ryu Seung-ryong, Kal So-won, Park Shin-hye, Oh Dal-su               | 12.811.435 | 2013 |
| 8        | Assassination                             | 암살                             | Choi Dong-hoon               | Jun Ji-hyun, Lee Jung-jae, Ha Jung-woo                              | 12.706.819 | 2015 |
| 9        | Masquerade                                | 광해, 왕이 된 남자               | Choo Chang-min               | Lee Byung-hun, Ryu Seung-ryong, Han Hyo-joo                         | 12.324.002 | 2012 |
| 10       | King and the Clown                        | 왕의 남자                        | Lee Joon-ik                  | Kam Woo-sung, Jung Jin-young, Lee Joon-gi                           | 12.302.831 | 2005 |
| 11       | Along with the Gods: The Last 49 Days     | 신과함께-인과 연                 | Kim Yong-hwa                 | Ha Jung-woo, Joo Ji-hoon, Kim Hyang-gi, Ma Dong-seok, Kim Dong-wook | 12.276.115 | 2018 |
| 12       | A Taxi Driver                             | 택시운전사                       | Jang Hoon                    | Song Kang-ho, Thomas Kretschmann, Yoo Hae-jin, Ryu Jun-yeol         | 12.189.355 | 2017 |
| 13       | Taegukgi                                  | 태극기 휘날리며                  | Kang Je-gyu                  | Jang Dong-gun, Won Bin                                              | 11.746.135 | 2004 |
| 14       | Train to Busan                            | 부산행                           | Yeon Sang-ho                 | Gong Yoo, Jung Yoo-mi, Ma Dong-seok                                 | 11.567.341 | 2016 |
| 15       | The Attorney                              | 변호인                           | Yang Woo-suk                 | Song Kang-ho, Kim Young-ae, Oh Dal-su, Im Si-wan                    | 11.374.892 | 2013 |
| 16       | Haeundae (Tidal Wave)                     | 해운대                           | Yoon Je-kyoon                | Sol Kyung-gu, Ha Ji-won, Park Joong-hoon, Uhm Jung-hwa              | 11.324.791 | 2009 |
| 17       | Silmido                                   | 실미도                           | Kang Woo-suk                 | Sol Kyung-gu, Jung Jae-young, Ahn Sung-ki, Heo Joon-ho              | 11.074.000 | 2003 |
| 18       | The Host                                  | 괴물                             | Bong Joon-ho                 | Song Kang-ho, Bae Doona, Park Hae-il, Go Ah-sung                    | 10.917.400 | 2006 |
| 19       | Parasite                                  | 기생충                           | Bong Joon-ho                 | Song Kang-ho, Lee Sun-kyun                                          | 10.289.138 | 2019 |
| 20       | Exhuma                                    | 파묘                             | Jang Jae-hyun                | Choi Min-sik, Kim Go-eun, Yoo Hae-jin, Lee Do-hyun                  | 10,016,420 | 2024 |
| 21       | A Violent Prosecutor                      | 검사외전                         | Lee Il-hyung                 | Hwang Jung-min, Kang Dong-won                                       | 9.707.581  | 2016 |
| 22       | Exit                                      | 엑시트                           | Lee Sang-geun                | Jo Jung-suk, Im Yoon-ah                                             | 9.422.956  | 2019 |
| 23       | Snowpiercer                               | 설국열차                         | Bong Joon-ho                 | Chris Evans, Song Kang-ho                                           | 9.352.558  | 2013 |
| 24       | The Face Reader                           | 관상                             | Han Jae-rim                  | Song Kang-ho, Lee Jung-jae, Kim Hye-soo, Jo Jung-suk                | 9.135.806  | 2013 |
| 25       | Inside Men                                | 내부자들                         | Woo Min-ho                   | Lee Byung-hun, Cho Seung-woo, Baek Yoon-sik                         | 9.126.532  | 2015 |
| 26       | Take Off                                  | 국가 대표                        | Kim Yong-hwa                 | Ha Jung-woo, Kim Dong-wook, Kim Ji-seok, Sung Dong-il               | 8.845.330  | 2009 |
| 27       | The Pirates                               | 해적: 바다로 간 산적             | Lee Seok-hoon                | Kim Nam-gil, Son Ye-jin                                             | 8.666.208  | 2014 |
| 28       | Miss Granny                               | 수상한 그녀                      | Hwang Dong-hyuk              | Na Moon-hee, Shim Eun-kyung                                         | 8.659.725  | 2014 |
| 29       | D-War                                     | 디 워                            | Shim Hyung-rae               | Jason Behr, Amanda Brooks                                           | 8.426.973  | 2007 |
| 30       | Ashfall                                   | 백두산                           | Kim Byeong-seo, Lee Hae-joon | Lee Byung-hun, Ha Jung-woo, Ma Dong-seok, Jeon Hye-jin, Suzy        | 8.250.521  | 2019 |
| 31       | Scandal Makers                            | 과속 스캔들                      | Kang Hyeong-cheol            | Cha Tae-hyun, Park Bo-young, Wang Suk-hyun                          | 8.245.523  | 2008 |
| 32       | Friend                                    | 친구                             | Kwak Kyung-taek              | Jang Dong-gun, Yu Oh-seong                                          | 8.134.500  | 2001 |
| 33       | Welcome to Dongmakgol                     | 웰컴 투 동막골                   | Park Kwang-hyun              | Jung Jae-young, Shin Ha-kyun, Kang Hye-jung                         | 8.008.622  | 2005 |
| 34       | Confidential Assignment                   | 공조                             | Kim Sung-hoon                | Hyun Bin, Yoo Hae-jin, Kim Joo-hyuk, Im Yoon-ah                     | 7.817.618  | 2017 |
| 35       | The Himalayas                             | 히말라야                         | Lee Seok-hoon                | Hwang Jung-min, Jung Woo                                            | 7.759.761  | 2015 |
| 36       | The Age of Shadows                        | 밀정                             | Kim Jee-woon                 | Song Kang-ho, Gong Yoo                                              | 7.500.457  | 2016 |
| 37       | War of the Arrows                         | 최종병기 활                      | Kim Han-min                  | Park Hae-il, Ryu Seung-ryong, Moon Chae-won, Kim Mu-yeol            | 7.482.180  | 2011 |
| 38       | Sunny                                     | 써니                             | Kang Hyeong-cheol            | Shim Eun-kyung, Kang So-ra, Yoo Ho-jeong, Jin Hee-kyung             | 7.453.393  | 2011 |
| 39       | May 18                                    | 화려한 휴가                      | Kim Ji-hoon                  | Kim Sang-kyung, Ahn Sung-ki                                         | 7.307.993  | 2007 |
| 40       | 1987: When the Day Comes                  | 1987                             | Jang Joon-hwan               | Kim Yoon-seok, Ha Jung-woo, Yoo Hae-jin, Kim Tae-ri                 | 7.232.527  | 2017 |
| 41       | The Berlin File                           | 베를린                           | Ryoo Seung-wan               | Ha Jung-woo, Han Suk-kyu, Ryoo Seung-bum, Jun Ji-hyun               | 7.166.513  | 2013 |
| 42       | Master                                    | 마스터                           | Cho Ui-seok                  | Lee Byung-hun, Kang Dong-won, Kim Woo-bin                           | 7.147.924  | 2016 |
| 43       | The Tunnel                                | 터널                             | Kim Seong-hoon               | Ha Jung-woo, Bae Doona, Oh Dal-su                                   | 7.120.508  | 2016 |
| 44       | A Werewolf Boy                            | 늑대 소년                        | Jo Sung-hee                  | Song Joong-ki, Park Bo-young                                        | 7.069.127  | 2012 |
| 45       | Operation Chromite                        | 인천상륙작전                     | John H. Lee                  | Lee Jung-jae, Lee Beom-soo, Liam Neeson, Jin Se-yeon                | 7.050.475  | 2016 |
| 46       | Luck Key                                  | 럭키                             | Lee Gae-byok                 | Yoo Hae-jin                                                         | 6.975.290  | 2016 |
| 47       | Secretly, Greatly                         | 은밀하게 위대하게                | Jang Cheol-soo               | Kim Soo-hyun, Park Ki-woong, Lee Hyun-woo                           | 6.963.821  | 2013 |
| 48       | The Outlaws                               | 범죄도시                         | Kang Yoon-sung               | Ma Dong-seok, Yoon Kye-sang                                         | 6.880.535  | 2017 |
| 49       | The Wailing                               | 곡성                             | Na Hong-jin                  | Kwak Do-won, Hwang Jung-min, Chun Woo-hee                           | 6.879.989  | 2016 |
| 50       | Tazza: The High Rollers                   | 타짜                             | Choi Dong-hoon               | Cho Seung-woo, Kim Hye-soo, Kim Yoon-seok, Baek Yoon-sik            | 6.847.777  | 2006 |
| 51       | The Good, the Bad, the Weird              | 좋은 놈, 나쁜 놈, 이상한 놈      | Kim Jee-woon                 | Song Kang-ho, Lee Byung-hun, Jung Woo-sung                          | 6.686.949  | 2008 |
| 52       | 200 Pounds Beauty                         | 미녀는 괴로워                    | Kim Yong-hwa                 | Kim Ah-joong, Joo Jin-mo                                            | 6.619.498  | 2006 |
| 53       | The Battleship Island                     | 군함도                           | Ryoo Seung-wan               | Hwang Jung-min, So Ji-sub, Song Joong-ki                            | 6.592.170  | 2017 |
| 54       | The Man from Nowhere                      | 아저씨                           | Lee Jeong-beom               | Won Bin, Kim Sae-ron                                                | 6.282.774  | 2010 |
| 55       | The Throne                                | 사도                             | Lee Joon-ik                  | Song Kang-ho, Yoo Ah-in                                             | 6.247.651  | 2015 |
| 56       | Jeon Woo-chi: The Taoist Wizard           | 전우치                           | Choi Dong-hoon               | Kang Dong-won, Kim Yoon-seok, Im Soo-jung                           | 6.136.928  | 2009 |
| 57       | My Boss, My Teacher                       | 투사부일체                       | Kim Dong-won                 | Jung Joon-ho, Kim Sang-joong                                        | 6.105.431  | 2006 |
| 58       | Northern Limit Line                       | 연평해전                         | Kim Hak-soon                 | Kim Mu-yeol, Jin Goo, Lee Hyun-woo                                  | 6.044.965  | 2015 |
| 59       | Joint Security Area                       | 공동경비구역 JSA                 | Park Chan-wook               | Lee Byung-hun, Song Kang-ho, Lee Young-ae                           | 5.830.000  | 2000 |
| 60       | Shiri                                     | 쉬리                             | Kang Je-gyu                  | Han Suk-kyu, Choi Min-sik                                           | 5.820.000  | 1999 |
| 61       | Midnight Runners                          | 청년경찰                         | Jason Kim                    | Park Seo-joon, Kang Ha-neul                                         | 5.653.444  | 2017 |
| 62       | Marrying the Mafia II                     | 가문의 위기                      | Jeong Yong-ki                | Shin Hyun-joon, Kim Won-hee                                         | 5.635.266  | 2005 |
| 63       | Hide and Seek                             | 숨바꼭질                         | Huh Jung                     | Son Hyun-joo, Moon Jung-hee, Jeon Mi-seon                           | 5.604.106  | 2013 |
| 64       | The Last Princess                         | 덕혜옹주                         | Hur Jin-ho                   | Son Ye-jin, Park Hae-il, Yoon Je-moon                               | 5.599.655  | 2016 |
| 65       | The Terror Live                           | 더 테러 라이브                   | Kim Byung-woo                | Ha Jung-woo                                                         | 5.584.139  | 2013 |
| 66       | Cold Eyes                                 | 감시자들                         | Cho Ui-seok                  | Sol Kyung-gu, Han Hyo-joo, Jung Woo-sung                            | 5.509.019  | 2013 |
| 67       | Secret Reunion                            | 의형제                           | Jang Hoon                    | Song Kang-ho, Kang Dong-won                                         | 5.507.106  | 2010 |
| 68       | The Priests                               | 검은 사제들                      | Jang Jae-hyun                | Kim Yoon-seok, Kang Dong-won                                        | 5.442.915  | 2015 |
| 69       | The Great Battle                          | 안시성                           | Kim Kwang-sik                | Jo In-sung, Nam Joo-hyuk, Park Sung-woong                           | 5.438.270  | 2018 |
| 70       | The King                                  | 더 킹                            | Han Jae-rim                  | Jo In-sung, Jung Woo-sung                                           | 5.316.015  | 2017 |
| 71       | Punch                                     | 완득이                           | Lee Han                      | Kim Yoon-seok, Yoo Ah-in                                            | 5.311.350  | 2011 |
| 72       | Intimate Strangers                        | 완벽한 타인                      | Lee Jae-kyoo                 | Yoo Hae-jin, Cho Jin-woong                                          | 5.294.119  | 2018 |
| 73       | The Tower                                 | 타워                             | Kim Ji-hoon                  | Sol Kyung-gu, Kim Sang-kyung, Son Ye-jin                            | 5.181.014  | 2012 |
| 74       | My Wife Is a Gangster                     | 조폭 마누라                      | Jo Jin-kyu                   | Shin Eun-kyung, Park Sang-myun                                      | 5.180.900  | 2001 |
| 75       | Marathon                                  | 말아톤                           | Jeong Yoon-cheol             | Cho Seung-woo, Kim Mi-sook                                          | 5.148.022  | 2005 |
| 76       | Memories of Murder                        | 살인의 추억                      | Bong Joon-ho                 | Song Kang-ho, Kim Sang-kyung                                        | 5.101.645  | 2003 |
| 77       | The Chaser                                | 추격자                           | Na Hong-jin                  | Kim Yoon-seok, Ha Jung-woo                                          | 5.071.619  | 2008 |
| 78       | Believer                                  | 독전                             | Lee Hae-young                | Cho Jin-woong, Ryu Jun-yeol, Kim Joo-hyuk                           | 5.063.620  | 2018 |
| 79       | Marrying the Mafia                        | 가문의 영광                      | Jeong Heung-sun              | Yoo Dong-geun, Jung Joon-ho, Kim Jung-eun                           | 5.021.001  | 2002 |
| 80       | The Spy Gone North                        | 공작                             | Yoon Jong-bin                | Hwang Jung-min, Lee Sung-min, Cho Jin-woong, Joo Ji-hoon            | 4.974.467  | 2018 |
| 81       | The Grand Heist                           | 바람과 함께 사라지다             | Kim Joo-ho                   | Cha Tae-hyun, Oh Ji-ho                                              | 4.909.937  | 2012 |
| 82       | My Sassy Girl                             | 엽기적인 그녀                    | Kwak Jae-yong                | Cha Tae-hyun, Jun Ji-hyun                                           | 4.852.845  | 2001 |
| 83       | My Tutor Friend                           | 동갑내기 과외하기                | Kim Kyung-hyung              | Kwon Sang-woo, Kim Ha-neul                                          | 4.809.871  | 2003 |
| 84       | Detective K: Secret of the Virtuous Widow | 조선명탐정: 각시투구꽃의 비밀    | Kim Sok-yun                  | Kim Myung-min, Han Ji-min, Oh Dal-su                                | 4.786.259  | 2011 |
| 85       | The Battle: Roar to Victory               | 봉오동 전투                      | Cheon Jin-woo                | Yoo Hae-jin, Ryu Jun-yeol, Kazuki Kitamura                          | 4.777.952  | 2019 |
| 86       | Kundo: Age of the Rampant                 | 군도: 민란의 시대                | Yoon Jong-bin                | Ha Jung-woo, Kang Dong-won                                          | 4.775.811  | 2014 |
| 87       | The Man Standing Next                     | 남산의_부장들                    | Woo Min-ho                   | Lee Byung-hun, Lee Sung-min, Kwak Do-won                            | 4.750.015  | 2020 |
| 88       | Nameless Gangster: Rules of the Time      | 범죄와의 전쟁: 나쁜놈들 전성시대 | Yoon Jong-bin                | Choi Min-sik, Ha Jung-woo, Cho Jin-woong                            | 4.720.050  | 2012 |
| 89       | New World                                 | 신세계                           | Park Hoon-jung               | Choi Min-sik, Lee Jung-jae, Hwang Jung-min                          | 4.684.571  | 2013 |
| 90       | Silenced                                  | 도가니                           | Hwang Dong-hyuk              | Gong Yoo, Jung Yoo-mi                                               | 4.662.914  | 2011 |
| 91       | All About My Wife                         | 내 아내의 모든 것                | Min Kyu-dong                 | Lee Sun-kyun, Im Soo-jung, Ryu Seung-ryong                          | 4.598.985  | 2012 |
| 92       | The Bad Guys: Reign of Chaos              | 나쁜 녀석들: 더 무비             | Son Yong-ho                  | Ma Dong-seok, Kim Sang-joong, Kim Ah-joong                          | 4.573.356  | 2019 |
| 93       | Pandora                                   | 판도라                           | Park Jung-woo                | Kim Nam-gil                                                         | 4.563.396  | 2016 |
| 94       | Deranged                                  | 연가시                           | Park Jung-woo                | Kim Myung-min, Moon Jung-hee, Kim Dong-Wan                          | 4.515.833  | 2012 |
| 95       | Steel Rain                                | 강철비                           | Yang Woo-suk                 | Jung Woo-sung, Kwak Do-won                                          | 4.452.755  | 2017 |
| 96       | Public Enemy Returns                      | 강철중: 공공의 적 1-1            | Kang Woo-suk                 | Sol Kyung-gu, Jung Jae-young                                        | 4.337.983  | 2008 |
| 97       | The Handmaiden                            | 아가씨                           | Park Chan-wook               | Kim Min-hee, Kim Tae-ri, Ha Jung-woo                                | 4.288.530  | 2016 |
| 98       | Deliver Us from Evil                      | 다만 악에서 구하소서             | Hong Won-Chan                | Hwang Jung Min, Lee Jung Jae, Park Jung-min                         | 4.250.000  | 2020 |
| 99       | The Suspect                               | 용의자                           | Won Shin-yun                 | Gong Yoo, Park Hee-soon                                             | 4.131.338  | 2013 |
| 100      | Architecture 101                          | 건축학개론                       | Lee Yong-ju                  | Uhm Tae-woong, Han Ga-in, Lee Je-hoon, Suzy                         | 4.112.364  | 2012 |

## Phim nước ngoài theo số vé
Dưới đây là danh sách phim nước ngoài bán được nhiều vé nhất trên toàn quốc tính đến ngày 12 tháng 12 năm 2019.
| Thứ hạng | Phim                                          | Tên gốc                        | Đạo diễn                      | Số vé      | Năm  |
| -------- | --------------------------------------------- | ------------------------------ | ----------------------------- | ---------- | ---- |
| 1        | Avengers: Endgame                             | 어벤져스: 엔드게임             | Anthony Russo & Joe Russo     | 13.934.592 | 2019 |
| 2        | Frozen II                                     | 겨울왕국 2                     | Chris Buck & Jennifer Lee     | 13.747.807 | 2019 |
| 3        | Avatar                                        | 아바타                         | James Cameron                 | 13.338.863 | 2009 |
| 4        | Aladdin                                       | 알라딘                         | Guy Ritchie                   | 12.552.196 | 2019 |
| 5        | Avengers: Infinity War                        | 어벤져스: 인피니티 워          | Anthony Russo & Joe Russo     | 11.212.710 | 2018 |
| 6        | Avengers: Age of Ultron                       | 어벤져스: 에이지 오브 울트론   | Joss Whedon                   | 10.494.840 | 2015 |
| 7        | Interstellar                                  | 인터스텔라                     | Christopher Nolan             | 10.309.432 | 2014 |
| 8        | Frozen                                        | 겨울왕국                       | Chris Buck & Jennifer Lee     | 10.296.101 | 2014 |
| 9        | Bohemian Rhapsody                             | 보헤미안 랩소디 (영화)         | Bryan Singer                  | 9.948.386  | 2018 |
| 10       | Iron Man 3                                    | 아이언맨 3                     | Shane Black                   | 9.001.679  | 2013 |
| 11       | Captain America: Civil War                    | 캡틴 아메리카: 시빌 워         | Anthony Russo & Joe Russo     | 8.678.117  | 2016 |
| 12       | Spider-Man: Far From Home                     | 스파이더맨: 파 프롬 홈         | Jon Watts                     | 8.021.145  | 2019 |
| 13       | Transformers: Dark of the Moon                | 트랜스포머 3                   | Michael Bay                   | 7.785.189  | 2011 |
| 14       | Mission: Impossible – Ghost Protocol          | 미션 임파서블: 고스트 프로토콜 | Brad Bird                     | 7.508.976  | 2011 |
| 15       | Transformers                                  | 트랜스포머                     | Michael Bay                   | 7.402.732  | 2007 |
| 16       | Transformers: Revenge of the Fallen           | 트랜스포머: 패자의 역습        | Michael Bay                   | 7.393.443  | 2009 |
| 17       | Spider-Man: Homecoming                        | 스파이더맨: 홈커밍             | Jon Watts                     | 7.257.651  | 2017 |
| 18       | The Avengers                                  | 어벤져스                       | Joss Whedon                   | 7.074.891  | 2012 |
| 19       | Mission: Impossible – Fallout                 | 미션 임파서블: 폴아웃          | Christopher McQuarrie         | 6.584.919  | 2018 |
| 20       | The Dark Knight Rises                         | 다크 나이트 라이즈             | Christopher Nolan             | 6.399.303  | 2012 |
| 21       | Kingsman: The Secret Service                  | 킹스맨: 시크릿 에이전트        | Matthew Vaughn                | 6.129.681  | 2015 |
| 22       | Mission: Impossible – Rogue Nation            | 미션 임파서블: 로그네이션      | Christopher McQuarrie         | 6.126.488  | 2015 |
| 23       | The Lord of the Rings: The Return of the King | 반지의 제왕: 왕의 귀환         | Peter Jackson                 | 5.960.137  | 2003 |
| 24       | Les Misérables                                | 레 미제라블                    | Tom Hooper                    | 5.920.977  | 2012 |
| 25       | Inception                                     | 인셉션                         | Christopher Nolan             | 5.835.017  | 2010 |
| 26       | Captain Marvel                                | 캡틴 마블                      | Anna Boden and Ryan Fleck     | 5.801.170  | 2019 |
| 27       | Mission: Impossible III                       | 미션 임파서블 3                | J. J. Abrams                  | 5.740.789  | 2006 |
| 28       | Jurassic World: Fallen Kingdom                | 쥬라기 월드: 폴른 킹덤         | J. A. Bayona                  | 5.661.128  | 2018 |
| 29       | Jurassic World                                | 쥬라기 월드                    | Colin Trevorrow               | 5.546.823  | 2015 |
| 30       | Ant-Man and the Wasp                          | 앤트맨과 와스프                | Peyton Reed                   | 5.448.180  | 2018 |
| 31       | Doctor Strange                                | 닥터 스트레인지                | Scott Derrickson              | 5.446.685  | 2016 |
| 32       | Black Panther                                 | 블랙 팬서                      | Ryan Coogler                  | 5.399.070  | 2018 |
| 33       | 2012                                          | 2012                           | Roland Emmerich               | 5.397.597  | 2009 |
| 34       | Transformers: Age of Extinction               | 트랜스포머: 사라진 시대        | Michael Bay                   | 5.295.836  | 2014 |
| 35       | Joker                                         |                                | Todd Phillips                 | 5.247.387  | 2019 |
| 36       | World War Z                                   | 월드 워 Z                      | Marc Forster                  | 5.237.525  | 2013 |
| 37       | The Lord of the Rings: The Two Towers         | 반지의 제왕: 두 개의 탑        | Peter Jackson                 | 5.145.193  | 2002 |
| 38       | Beauty and the Beast                          | 미녀와 야수                    | Bill Condon                   | 5.138.328  | 2017 |
| 39       | Kung Fu Panda 2                               | 쿵푸팬더 2                     | Jennifer Yuh Nelson           | 5.064.796  | 2011 |
| 40       | Aquaman                                       | 아쿠아맨 (영화)                | James Wan                     | 5.037.750  | 2018 |
| 41       | Inside Out                                    | 인사이드 아웃                  | Pete Docter                   | 4.969.735  | 2015 |
| 42       | Pirates of the Caribbean: At World's End      | 캐리비안의 해적: 세상의 끝에서 | Gore Verbinski                | 4.966.571  | 2007 |
| 43       | Kingsman: The Golden Circle                   | 킹스맨: 골든 서클              | Matthew Vaughn                | 4.945.484  | 2017 |
| 44       | Spider-Man 3                                  | 스파이더맨 3                   | Sam Raimi                     | 4.935.660  | 2007 |
| 45       | The Martian                                   | 마션                           | Ridley Scott                  | 4.881.865  | 2015 |
| 46       | Thor: Ragnarok                                | 토르: 라그나로크               | Taika Waititi                 | 4.857.458  | 2017 |
| 47       | The Amazing Spider-Man                        | 어메이징 스파이더맨            | Marc Webb                     | 4.853.273  | 2012 |
| 48       | Zootopia                                      | 주토피아                       | Byron Howard & Rich Moore     | 4.706.158  | 2016 |
| 49       | Edge of Tomorrow                              | 엣지 오브 투모로우             | Doug Liman                    | 4.699.307  | 2014 |
| 50       | Kung Fu Panda                                 | 쿵푸 팬더                      | John Stevenson & Mark Osborne | 4.675.712  | 2008 |

## Phim nội địa theo doanh thu
Dưới đây là danh sách phim nội địa có doanh thu cao nhất (đã được điều chỉnh theo lạm phát) tính từ năm 2004 đến ngày 1 tháng 9 năm 2019 theo số liệu của Hội đồng Điện ảnh Hàn Quốc.
| Thứ hạng | Phim                                  | Thể loại                         | Số rạp | Hãng phân phối           | Doanh thu ( ₩)  | Doanh thu ($) | Năm  |
| -------- | ------------------------------------- | -------------------------------- | ------ | ------------------------ | --------------- | ------------- | ---- |
| 1        | Parasite                              | Comedy crime drama thriller film | 1.948  | CJ Entertainment         | 156.943.947.034 | 132.134.370   | 2019 |
| 2        | Extreme Job                           | Action comedy film               | 2.003  | CJ Entertainment         | 139.616.194.600 | 118.689.919   | 2019 |
| 3        | The Admiral: Roaring Currents         | Historical war film              | 1.587  | CJ Entertainment         | 135.754.920.310 | 121.480.913   | 2014 |
| 4        | Along With the Gods: The Two Worlds   | Fantasy drama film               | 1.912  | Lotte Entertainment      | 115.706.188.137 | 103.540.502   | 2017 |
| 5        | Ode to My Father                      | Drama film                       | 1.044  | CJ Entertainment         | 110.937.282.730 | 99.272.736    | 2014 |
| 6        | Veteran                               | Action crime comedy              | 1.115  | CJ Entertainment         | 105.169.264.250 | 94.111.198    | 2015 |
| 7        | Along with the Gods: The Last 49 Days | Fantasy drama film               | 2.235  | Lotte Entertainment      | 102.659.157.909 | 91.861.637    | 2018 |
| 8        | Assassination                         | Espionage action film            | 1.519  | Showbox                  | 98.467.187.781  | 88.113.815    | 2015 |
| 9        | A Taxi Driver                         | Drama film                       | 1.906  | Showbox                  | 95.868.830.649  | 85.789.845    | 2017 |
| 10       | The Thieves                           | Heist film                       | 1.091  | Showbox                  | 93.667.250.500  | 83.818.569    | 2012 |
| 11       | Train to Busan                        | Zombie apocalypse thriller       | 1.788  | Next Entertainment World | 93.182.579.048  | 83.384.858    | 2016 |
| 12       | Miracle in Cell No. 7                 | Comedy drama film                | 866    | Next Entertainment World | 91.433.282.670  | 81.819.492    | 2013 |
| 13       | Masquerade                            | Historical drama film            | 1.001  | CJ Entertainment         | 88.909.157.769  | 79.560.973    | 2012 |
| 14       | The Attorney                          | Courtroom drama film             | 925    | Next Entertainment World | 82.872.378.800  | 74.158.728    | 2013 |
| 15       | Tidal Wave                            | Disaster film                    | 764    | CJ Entertainment         | 81.025.841.000  | 72.506.345    | 2009 |
| 16       | Exit                                  | Action comedy film               | 1.660  | Filmmaker R & K          | 79.132.018.962  | 65.997.607    | 2019 |
| 17       | A Violent Prosecutor                  | Crime film                       | 1.812  | Showbox                  | 77.320.403.264  | 69.190.517    | 2016 |
| 18       | Inside Men                            | Political crime drama            | 1.129  | Showbox                  | 73.578.935.864  | 65.842.529    | 2015 |
| 19       | Snowpiercer                           | Science fiction film             | 1.128  | CJ Entertainment         | 67.012.370.200  | 59.966.401    | 2013 |
| 20       | The Host                              | Monster film                     | 647    | Showbox                  | 66.716.104.300  | 59.701.285    | 2006 |
| 21       | The Pirates                           | Period adventure film            | 910    | Lotte Entertainment      | 66.372.140.706  | 59.393.415    | 2014 |
| 22       | King and the Clown                    | Historical drama                 | 313    | CJ Entertainment         | 66.015.436.600  | 59.074.290    | 2005 |
| 23       | The Face Reader                       | Historical drama                 | 1.240  | Showbox                  | 66.009.791.500  | 59.069.196    | 2013 |
| 24       | Confidential Assignment               | Action film                      | 1.392  | CJ Entertainment         | 63.783.051.326  | 57.076.809    | 2017 |
| 25       | Miss Granny                           | Comedy drama film                | 1.027  | CJ Entertainment         | 62.714.008.819  | 56.121.653    | 2014 |
| 26       | The Age of Shadows                    | Action spy film                  | 1.444  | Warner Bros              | 61.270.079.831  | 54.827.812    | 2016 |
| 27       | The Himalayas                         | Drama film                       | 1.095  | CJ Entertainment         | 60.175.363.015  | 53.848.200    | 2015 |
| 28       | 1987: When the Day Comes              | Drama film                       | 1.299  | CJ Entertainment         | 58.166.910.145  | 52.051.008    | 2017 |
| 29       | Master                                | Crime action film                | 1.501  | CJ Entertainment         | 58.068.236.865  | 51.947.863    | 2016 |
| 30       | Take Off                              | Drama action comedy              | 570    | Showbox                  | 57.570.773.000  | 51.517.470    | 2009 |
| 31       | Tunnel                                | Survival drama film              | 1.105  | Showbox                  | 57.530.028.417  | 51.481.010    | 2016 |
| 32       | Luck Key                              | Comedy film                      | 1.234  | Showbox                  | 56.445.023.256  | 50.510.088    | 2016 |
| 33       | The Outlaws                           | Crime action film                | 1.315  | Megabox Plus M           | 56.322.098.349  | 50.400.137    | 2017 |
| 34       | The Wailing                           | Horror film                      | 1.485  | 20th Century Fox         | 55.864.308.382  | 49.990.433    | 2016 |
| 35       | War of the Arrows                     | Period action film               | 615    | Lotte Entertainment      | 55.827.861.500  | 49.957.818    | 2011 |
| 36       | Operation Chromite                    | War drama film                   | 1.049  | CJ Entertainment         | 55.105.606.303  | 49.311.505    | 2016 |
| 37       | Sunny                                 | Comedy drama film                | 546    | CJ Entertainment         | 54.037.760.700  | 48.356.631    | 2011 |
| 38       | Scandal Makers                        | Comedy film                      | 408    | Lotte Entertainment      | 53.801.341.400  | 48.144.377    | 2008 |
| 39       | The Berlin File                       | Spy thriller film                | 894    | CJ Entertainment         | 52.537.006.637  | 46.852.013    | 2013 |
| 40       | The Battleship Island                 | Action drama film                | 2.027  | CJ Entertainment         | 50.510.565.168  | 45.166.848    | 2017 |
| 41       | D-War                                 | Fantasy action film              | 622    | Showbox                  | 49.340.084.700  | 44.152.201    | 2007 |
| 42       | The Throne                            | Historical period drama          | 1.210  | Showbox                  | 48.845.771.500  | 43.710.108    | 2015 |
| 43       | Secretly, Greatly                     | Action comedy film               | 1.341  | Showbox                  | 48.700.887.413  | 43.580.212    | 2013 |
| 44       | The Man from Nowhere                  | Action thriller film             | 501    | CJ Entertainment         | 47.103.592.500  | 42.151.283    | 2010 |
| 45       | A Werewolf Boy                        | Fantasy romance film             | 854    | CJ Entertainment         | 46.594.767.400  | 41.695.583    | 2012 |
| 46       | The Great Battle                      | Period war film                  | 1.538  | Next Entertainment World | 46.306.495.026  | 41.438.652    | 2018 |
| 47       | Northern Limit Line                   | Naval thriller film              | 1.013  | Next Entertainment World | 45.566.111.300  | 40.776.099    | 2015 |
| 48       | The Last Princess                     | Historical drama film            | 964    | Lotte Entertainment      | 44.393.828.100  | 39.726.070    | 2016 |
| 49       | Midnight Runners                      | Action comedy film               | 1.102  | Lotte Entertainment      | 44.382.020.516  | 39.717.147    | 2017 |
| 50       | May 18                                | War drama film                   | 551    | CJ Entertainment         | 44.098.824.600  | 39.462.035    | 2007 |